# 霍夫米
51°21′28″N 32°14′21″E / 51.35778°N 32.23917°E
霍夫米（烏克蘭語：Ховми），是烏克蘭北部的村莊，隸屬切爾尼希夫州的尼任區。該村面積2平方公里，海拔高度116米，2006年人口639，人口密度每平方公里319.5人。